# Аласдер Грей
Аласдер Грей або Еласдер Грей (англ. Alasdair Gray; 28 грудня 1934, Глазго — 29 грудня 2019) — шотландський письменник, драматург, поет, художник, ілюстратор, викладач. Літературні твори А. Грея поєднують у собі елементи реалізму, фентезі та наукової фантастики, відрізняються особливим і концептуальним оформленням, містять авторські ілюстрацій. Найвідоміший твір — роман «Ланарк: життя у чотирьох книгах» (англ. «Lanark: A Life in Four Books», 1981), написаний упродовж тридцяти років. Уперше роман був опублікований 1981 року і досі вважається класикою шотландської фантастичної літератури. Газета The Guardian назвала Ланарк «однією з визначних пам'яток у літературі ХХ століття». Інший роман Аласдера Грея «Бідолашні створіння» (англ. Poor Things) був відзначений літературними преміями Whitbread Book Award і Guardian Fiction Prize як найкращий роман 1992 року.
Загалом А. Грей написав понад вісім романів, кілька збірок оповідань, віршованих творів і безліч п'єс. Окремі твори присвячено історії англійської літератури та політиці (підтримка соціалізму і незалежності Шотландії).
Як художник Аласдер Грей — автор численних картин і фресок. Одна з його фресок прикрашає ресторан Ubiquitous Chip (західна частина міста Глазго), інша — розписана на стелі аудиторіума церкви Оран Мор (шотл. Òran Mór) у Глазго і є найбільшою за розміром у Шотландії. Картини А. Грея зберігаються у колекціях багатьох музеїв та художніх галерей.
Письменник Вільям Селф (англ. Will Self) називає Аласдера Грея «творчим ерудитом із всебічним політико-філософським баченням» і «великим письменником, можливо видатнішим за тих, хто живе сьогодні на цьому архіпелазі». Себе А. Грей називав «товстою, очкастою, лисіючою людиною, неухильно старіючим пішоходом з Глазго».

## Біографія
Аласдер Грей народився у передмісті Ридрі (англ. Riddrie) на сході Глазго в родині робітників. Батько багато років працював на фабриці, мав поранення, яке отримав під час Першої світової війни. Мати робила в магазині. Під час Другої світової війни Аласдер Грей був евакуйований до округу Пертшир, центральної Шотландії, а потім до округу Ланаркшир. Здобутий досвід і переживання пізніше відобразилися в його літературних творах. Сім'я мешкала в муніципальному будинку — форма громадського або соціального житла. Середню освіту майбутній письменник отримав у державній школі (англ. Whitehill Secondary School) передмістя Глазго. Саме тоді освіта передбачала відвідування публічних бібліотек і ознайомлення з суспільно-правовим мовленням: «тип освіти, який Британський уряд вважав марним, особливо для дітей британського робітничого класу», як пізніше писав Аласдер Грей.
1952—1957 роках А. Грей навчався у школі мистецтв (англ. The Glasgow School of Art), а потім, у період з 1958 по 1962 роки, працював викладачем у ній. У студентські роки розпочав працювати над майбутнім романом «Ланарк».
Після закінчення університету Аласдер Грей писав портрети і пейзажі, працював як «незалежний» письменник і художник. 1968 року прозвучали його перші п'єси на радіо і телебаченні. З 1972 по 1974 роки відвідував літературне товариство, організоване Філіпом Хобсбаумом (англ. Philip Hobsbaum). Там письменник знайомиться з Джеймсом Келманом, Ліз Лоххед (англ. Liz Lochhead), Томом Леонардом (англ. Tom Leonard), Аонгхасом Мак-Нексаілом (англ. Aonghas MacNeacail) і Джефом Торингтоном (англ. Jeff Torrington).
1977—1979 рр. Аласдер Грей займав посаду штатного письменника (англ. Writer-in-Residence) Університету Глазго, найбільшого в Шотландії освітнього закладу. 2001 року А. Грей, разом з Томом Леонардом і Джеймсом Келманом, розробили програму з креативного письма (англ. Creative Writing programme) для викладання в університетах Глазго і Стратклайді (англ. University of Strathclyde).
У 2001 році Асоціація шотландських націоналістів університету Глазго (англ. Glasgow University Scottish Nationalist Association) висунула А. Грея кандидатом на посаду ректора цього ж Університету. Але його конкурент на посаду, Грег Хемфіл (англ. Greg Hemphill), з невеликою перевагою отримав над ним перемогу.
Аласдер Грей двічі був одружений. Перша дружина, з 1961 по 1970 рр. — Інга Соренсон (англ. Inge Sorenson). Другий раз письменник одружився з Мораг Мак-Алпін (англ. Morag McAlpine), з 1991 року і дотепер. Має сина — Ендрю, 1964 року народження, який мешкає у Вест-Енд Глазго.

## Політичні погляди
Аласдер Грей — шотландський громадянський націоналіст і республіканець. 1992 році у своїй книзі «Чому Шотландією повинні правити шотландці» (англ. Why Scots Should Rule Scotland) він зазначає, що: «Назва книги може прозвучати загрозливо для тих, хто живе в Шотландії, але народився і навчався в іншому місці, так що вже краще я поясню, що під словом Шотландці я маю на увазі кожного в Шотландії, хто може брати участь у голосуванні».
Раніше А. Грей підтримував Шотландську національну (англ. Scottish National Party) і Шотландську соціалістичну (англ. Scottish Socialist Party) партії. Однак, 2010 року, він підтримав місцеву кандидатку від Шотландської ліберально-демократичної партії (англ. Scottish Liberal Democrat) на ім'я Кеті Гордон (англ. Katy Gordon).

## Цікаві факти
- Письменник сам створює ілюстрації до своїх книг.
- Улюблена фраза Аласдера Грея — «Працюй так, ніби живеш у перші дні найкращої нації» (англ. Work as if you live in the early days of a better nation), написана на стіні будівлі Канонгейту Шотландського Парламенту (англ. Canongate Wall, Scottish Parliament building[19].

## Літературна творчість

### Романи
- Ланарк (англ. Lanark) — 1981 рік
- 1982, Жанін (англ. 1982, Janine) — 1984 рік
- Падіння Кельвіна Валкера: байка з шістдесятих (англ. The Fall of Kelvin Walker: A Fable of the Sixties) — 1985 рік
- Щось шкіряне (англ. Something Leather) — 1990 рік
- Мак-Гроті і Людмила (англ. McGrotty and Ludmilla) — 1990 рік
- Бідолашні створіння (англ. Poor Things) — 1992 рік
- Творець історії (англ. A History Maker) — 1994 рік
- Мавіс Белфрадж (англ. Mavis Belfrage) — 1996 рік
- Закохані старі чоловіки (англ. Old Men In Love) — 2007 рік

### Оповідання
- З історії одного світу (англ. Unlikely Stories, Mostly)
- Короткі історії (англ. Lean Tales) — 1985 рік, у співавторстві з Джеймсом Келманом і Агнес Овенс (англ. Agnes Owens)
- Десять високих і правдивих історій (англ. Ten Tall Tales & True) — 1993 рік
- Завершення наших вподобань: 13 сумних історій (англ. The Ends of Our Tethers: 13 Sorry Stories) — 2003 рік
- Кожна коротка історія від Аласдера Грея, 1951—2012 (англ. Every Short Story by Alasdair Gray 1951—2012) — 2012 рік

### Поезія
- Старі негативи (англ. Old Negatives) — 1989 рік
- Шістнадцять випадкових віршів (англ. Sixteen Occasional Poems) — 2000 рік
- Збірка віршів (англ. Collected Verse) — 2010 рік

## Драматургія (неповний список)

### У театрі
- Діалог–дует (англ. Dialogue–A Duet) — 1971 рік
- Втрата золотої тиші (англ. The Loss Of The Golden Silence) — 1973 рік
- Внутрішній зв'язок: тріо для шовіністок (англ. Homeward Bound: A Trio for Female Chauvinists) — 1973 рік
- Сам Ланг і Міс Ватсон: Один акт сексуальної комедії у чотирьох (англ. Sam Lang and Miss Watson: A One Act Sexual Comedy In Four Scenes) — 1973 рік
- Мак-Гроті та Людмила (англ. McGrotty and Ludmilla) — 1986 рік
- Працьовиті ноги: п'єса для тих, у кого їх немає (англ. Working Legs: A Play for Those Without Them) — 1997 рік
- Прощавай, Джимі (англ. Goodbye Jimmy) — 2006 рік
- Місце (англ. Fleck) — 2008 рік
- Збірник п'єс А. Грея (англ. A Gray Play Book) — 2009 рік

### На телебаченні
- Діалог–дует (англ. Dialogue–A Duet) — 1972 рік
- Сьогодні і вчора (англ. Today and Yesterday) — 1975 рік
- Мартін (англ. Martin) — 1972 рік

### На радіо
- Діалог–дует (англ. Dialogue–A Duet) — 1969 рік
- Втрата золотої тиші (англ. The Loss Of The Golden Silence) — 1973 рік

### Інші твори
- Чому Шотландією повинні правити Шотландці (англ. Why Scots Should Rule Scotland) — 1992 рік; перевидання — 1997 рік.
- Книга передмов (англ. The Book of Prefaces) — 2000 рік
- Як нам потрібно керувати собою (англ. How We Should Rule Ourselves) — 2005 рік
- Незалежність: аргумент для домашніх пракил (англ. Independence: An Argument for Home Rule) — 2014 рік
- Про мене та про всіх: автобіографія (англ. Of Me & Others: An Autobiography) — 2014 рік

## Художня творчість
- Ілюстрації до книги «Пісні Шотландії» (англ. Songs of Scotland), автор: Вільма Патерсон (англ. Wilma Patterson) — 1996 рік
- Життя в картинках (англ. A Life in Pictures) — ілюстрована автобіографія, 2010 рік

### Дослідження
- Мистецтво Аласдера Грея (англ. The Arts of Alasdair Gray), автори: Роберт Кравфорд (англ. Robert Crawford), Том Найрн (англ. Thom Nairn) — 1991
- Аласдер Грей (англ. Alasdair Gray), автор: Стефан Бернстейн (англ. Stephen Bernstein) — 1999
- Аласдер Грей: унікальний шотландський маг (англ. Alasdair Gray: A Unique Scottish Magus), автор: Джой Гендрі (англ. Joy Hendry) — 2000
- Аласдер Грей: критичні оцінки і бібліографія (англ. Alasdair Gray: Critical Appreciations and a Bibliography), автор: Філ Мурес (англ. Phil Moores) — 2001
- Голоси сучасної Шотландії (англ. Voices from Modern Scotland: Janice Galloway, Alasdair Gray, Bernard Sellin) — збірка, 2007
- Аласдер Грей, творець Шотландії (фр. Alasdair Gray, le faiseur d'Ecosse), автор: Каміль Манфреді (англ. Kamille Manfredi)— 2012

### Біографії
- Аласдер Грей: біографія від секретаря (англ. Alasdair Gray: A Secretary's Biography), автор: Родж Глас (англ. Rodge Glass) — 2008

### Документальний фільм
- Під шоломом (англ. Under the Helmet) — документальний фільм про творчість Аласдара Грея, видавництво ВВС — 1964[20]